# بيرثا غونزاليس نيفيس
بيرثا غونزاليس نيفيس (بالإنجليزية: Bertha González Nieves)‏ هي سيدة أعمال أمريكية، ولدت في 6 مايو 1970 في مدينة مكسيكو في المكسيك.